# Carex austromexicana
Carex austromexicana är en halvgräsart som beskrevs av Anton Albert Reznicek. Carex austromexicana ingår i släktet starrar, och familjen halvgräs. Inga underarter finns listade i Catalogue of Life.